# Alix Rist
Pour les articles homonymes, voir Rist.
Alix Rist, née le 22 février 1922 à Paris et morte dans la même ville le 7 août 1980, est une artiste peintre française. En 1988, le Musée d’Art Moderne de la Ville de Paris a consacré une rétrospective posthume à ses papiers collés. 

## Biographie

### Enfance, formation, mariage et maternités
« Au parc Monceau étant la première à la course, ses petits camarades en faisaient leur chef de bande, tandis qu'en classe son application lui valait souvent les premières places », dit la chronique familiale, mettant l'accent sur « un équilibre étonnant entre ardeur et stabilité ». 
Très tôt, elle commence à peindre, à l'exemple peut-être « d'un grand-père maternel qui consacra la fin de sa vie à l'aquarelle». À quinze ans, deux de ses toiles sont exposées et vendues au Salon annuel du Grand-Palais. 
Réfugiée à Toulon avec sa mère pendant l’Occupation, elle étudie à l’École des Beaux-Arts et rencontre Bernard Rist, officier de marine, qu’elle épouse en 1942. Après la guerre, le couple s’installe à Paris. Elle fréquente l’Académie de la Grande Chaumière, privilégie la peinture à l’huile, participe à des expositions collectives, et reçoit les encouragements du peintre Jean Puy.
À Alger, où elle réside de 1952 à 1955, elle expose, galerie du Nombre d’Or, des paysages d’Afrique du Nord, des natures mortes et des fleurs. 
Elle s’engage ensuite sur la voie de l’abstraction, son goût évoluant parallèlement à celui de son père, René de Montaigu qui — se passionnant pour « l’abstraction pure, puis  lyrique, l’art brut, le pop américain », et très proche des artistes du nouveau réalisme —commence dans les années cinquante une remarquable collection d’art contemporain. Mais, mère de six enfants, elle ne dispose que peu de loisir pour peindre et reste par ailleurs à l’écart des courants.

### De la peinture au collage
En 1965 — sa dernière née a cinq ans et son premier fils vient de partir faire des études — elle peut disposer d’une chambre à soi et s’aménager un atelier où reprendre un travail personnel. Tournant le dos à la peinture à l’huile, elle prend une paire de ciseaux, une pile de magazines illustrés et compose ses premiers collages. C'est un tournant. Elle sait aussitôt qu'elle a trouvé sa manière. Elle se tiendra désormais exclusivement à cette technique. 
S’ouvre pour elle une période de concentration et de fécondité créatrice, jalonnée d’expositions couronnées de succès. En quinze ans elle produit un œuvre singulier, cohérent et nourri — quatre ou cinq cent pièces sans redites ni dispersion — qui justifierait, selon André Berne-Joffroy, « un chapitre bien distinct » dans l’histoire du collage.  
Ce moment d'éclosion personnelle est aussi celui où elle adhère au planning familial et s’engage dans un cursus de formation psychanalytique qui la conduira quelques années plus tard à exercer professionnellement, comme psychothérapeute de couple, au sein de l’Afccc, dont elle devient secrétaire générale[réf. souhaitée]. 
Pendant les années qui lui restent à vivre, elle mène, avec autant « d’assiduité, de passion, de sérieux », ses activités d'artiste et de thérapeute . Elle disait que chacune de ces expériences enrichissait et nourrissait l’autre. Elle meurt en 1980, des suites d’un cancer, à l’âge de cinquante-huit ans.
En 1988 le Musée d’Art Moderne de la Ville de Paris consacre une rétrospective posthume à ses papiers collés.
Le 10 mai 2023 une grande partie de son fonds d’atelier, conservé jusqu’alors dans sa famille, est dispersée aux enchères par la maison Millon lors d’une vente Alix Rist, cent collages retrouvés.
À cette occasion le MAMVP acquiert deux collages qui intègrent les collections permanentes du musée, et celui de Strasbourg pareillement un quadriptyque de grandes dimensions. 

## L'Œuvre
Sa pratique de la peinture s'enracine dans l'enfance (« Guirand de Scévola, ami de son grand-père, lui donnait des conseils. ») et se poursuit aux Beaux-Arts de Toulon. Adulte, sa production se décline en deux périodes distinctes : 

### La peinture
Jusqu’en 1965, à l’exception de quelques dessins et pastels, elle peint principalement à l’huile, surtout des paysages sur le motif, des natures mortes, fleurs et bouquets, et plus rarement des portraits. Au départ, l’approche est figurative, classique sans académisme, et très attentive à la construction de l’image. La palette est héritée du post-impressionnisme et du fauvisme. Le goût pour l’équilibre formel et la clarté de la structure laisse percevoir l’influence tant de Cézanne que du cubisme. La technique est sérieuse, le goût certain, on sent un peintre authentique, sincère et modeste. Au cours des années cinquante, elle est attirée par l'abstraction mais ses essais dans ce sens ne la satisfont pas. « J’étais un peintre moyen », dira-t-elle plus tard.

### Les collages
Ce n’est qu’en 1965, à quarante-trois ans, qu’elle se tourne vers le collage. Choix  tout intuitif et d'autant plus inattendu  qu'elle semble, selon Berne-Joffroy, assez indifférente à l’histoire de cette technique et à ses maîtres. (« À moins qu'elle se soit délibérément écarté des modèles pour tenter sa propre géographie ».)
Les tout premiers collages sont figuratifs, de style plutôt naïf, et titrés : Promenez-vous en Auvergne, Bouquet de fleurs, L'arbre. Le langage pictural s'affranchit progressivement de la figuration pour devenir à la fin résolument abstrait, pur jeu de formes, rythmes et couleurs, et les titres disparaissent.

### Technique
La technique, matériau et outils, est très simple : une paire de ciseaux, des magazines illustrés courants, (plus tard des affiches et rebuts d'imprimerie), un support plan, isorel ou carton, et une petite brosse plate pour la colle banche. 
« La première impulsion venait généralement de la découverte, dans une page ou une affiche d'un élément graphique ou photographique d'un élément perçu comme une pièce déterminante d'un futur collage, aussitôt découpé et conservé, tel quel, à cette intention. » 
Elle agence avec grand soin, selon une composition qui s'élabore en s'improvisant, des fragments de tailles et de formes diverses qu'elle a sélectionnés et découpés. Il n'y a pas de plan préparatoire. Les fragments d’image qu’elle excise ou extrait sont élus pour leur seule valeur graphique, chromatique ou rythmique, sans recherche de narration ni d’effet, et sans qu’on identifie leur provenance. 
« Elle taille aussi dans le papier de couleur, trame, ajuste, médite, superpose, déplace, fragmente, mouvemente, dans des équilibres précaires et baroques. »

### Style
La palette chromatique, reflétant le tout-venant visuel de l’époque, peut aussi bien se réduire à des tons sourds de bruns et de gris que se déployer en couleurs vives, saturées, violentes et heurtées. « Pourtant ces tons criards, ces couleurs crues deviennent une harmonieuse polychromie. Tout l'art d'Alix Rist est dans cette musique des contrastes. » « Et tous ces fragments sont si bien intégrés que le rythme brut s'échappe dans toute sa pureté » « dans une extrême diversité d'agencement des formes.» 
La pauvreté même du matériau libère son inspiration. Partant d'un matériau banalisé par l'universel reportage, sans noblesse propre et sans valeur, elle crée un monde dont la préciosité de formes, de rythmes et de couleurs dévoile « une intériorité profonde » perceptible au premier regard. 
« Goût, finesse, élégance » sont des épithètes qui peuvent qualifier son  « talent d’enlumineur ou de brodeuse en papier» — surtout s’agissant des très petits formats (ou Minicompositions) qu’elle affectionne — mais son univers n’est pas pour autant dénué d'audace ni de violence. Le papier est découpé « au gré d'une torture originale » en fragments qui « suggèrent la stridence et aussi l'érotisme de nos univers en miettes.»
Les images « arrachées à leur définition première puis déchirées, bousculées, donnent naissance à une toute nouvelle figure qui, de ses origines bariolées, conserve quelque chose de pétulant d’ardent, mais aussi souvent de barbare. (…) Rist organise un maelström d'images dont l'ardeur trouve alors son espace pacificateur dans l’éclat plastique. Le collage y gagne une espèce de dignité qui le pose dans l'espace comme une équivalence de la vie. ». 
Paradoxe d’un art singulier, entre équilibre maîtrisé et dynamisme baroque, « alliant rigueur et fantaisie. ». Paradoxe d’une artiste qui « continue à être peintre tout en ayant transformé son langage », qui « utilise la technique du collage (...) pour mieux servir la peinture », et soumet sa maîtrise artisanale  « à des exigences impérieuses qui sont celles d’un peintre ».
L'œil voyage en rêve dans des pays « tantôt lunaires ou désertiques, tantôt urbains ou aquatiques (...) tirant leur force de contrastes de plus en plus vifs et saisissants ». Il y a des architectures souvent, des masques, des totems, des labyrinthes, des tourbillons, dans une forme incessamment interrogée et renouvelée. « La notation très personnelle que donne Alix Rist de l'environnement urbain actuel se situe aux confins de l'imaginaire et de la rigueur dans une synthèse abstraite où l'intuition, l'emporte sur la géométrie ».
Reste une extrême concentration méditative devant les formes qui se détruisent (découpage) et surgissent (agencement) par un jeu d’associations libres minutieusement improvisées. Une recherche patiente et intrépide, ancrée dans un rapport intime à l’introspection et à la forme.
« Il faudrait tout au moins reconnaître quelque chose d'exemplaire dans un art si proprement et si nettement conçu », écrit André Berne-Joffroy, ajoutant : « Elle a cheminé simplement sur la route sinueuse où la poussait le plaisir qu'elle prenait à métamorphoser les images qu'elle découpait, avec une ingéniosité et une habileté extrêmes, en vue d’un ré-agencement poétique », et concluant : « Ce cheminement fut noble.». 
Klaus Stöber quant à lui salue « une forme auto-thérapeutique, fulminante mais joyeuse, une manière d’affronter de face, les ciseaux à la main, le monde avec tous ses défauts. » 

## Famille
Née Lucile Marie Alix Tassin de Montaigu, elle est la fille de René Tassin de Montaigu. Rist est son nom d’épouse et d’artiste. Elle est la mère de six enfants dont Olivier Nanteau et Christian Rist.

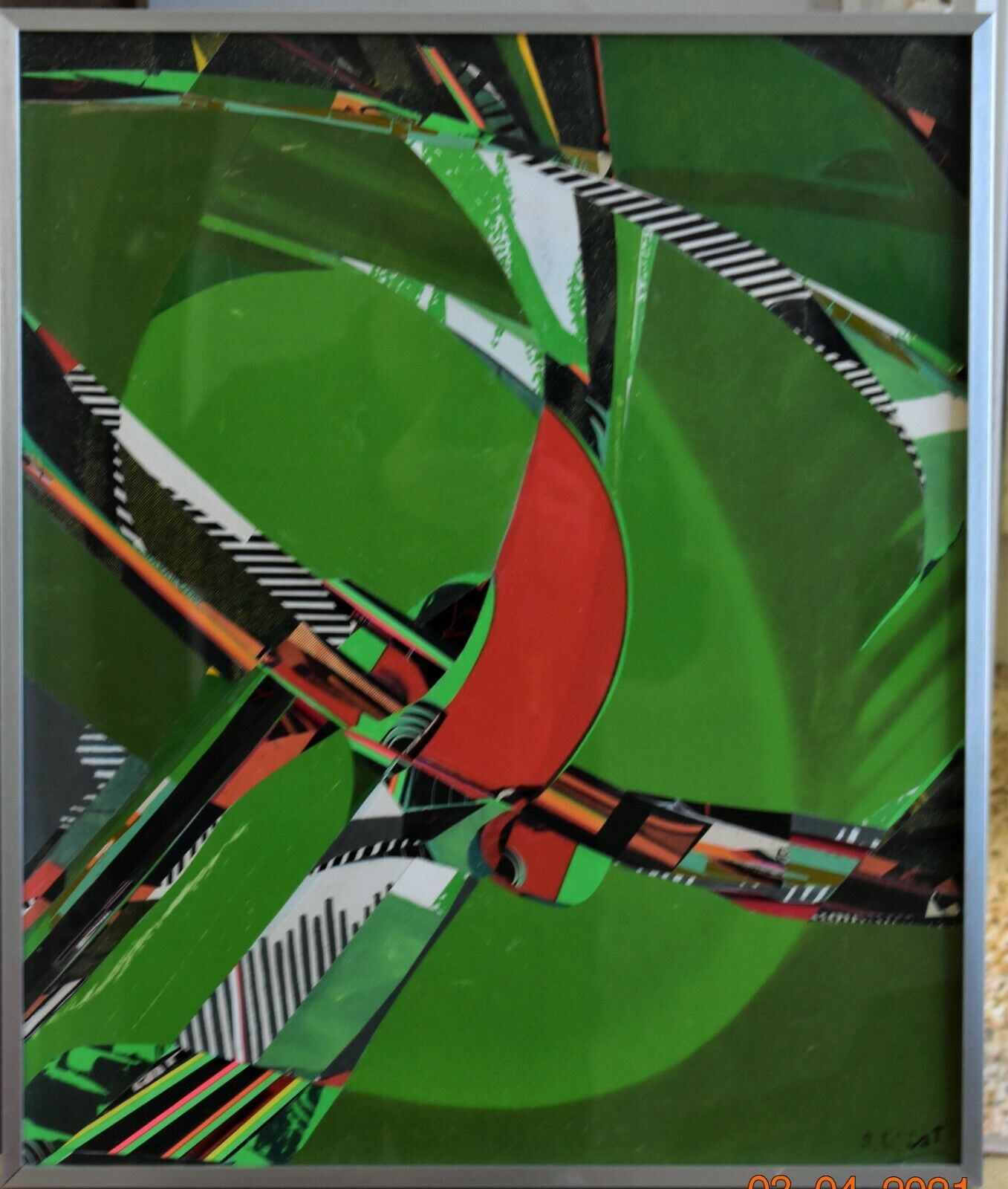
Alix Rist, sans titre, collage sur isorel, collection particulière (1979-80)

## Expositions

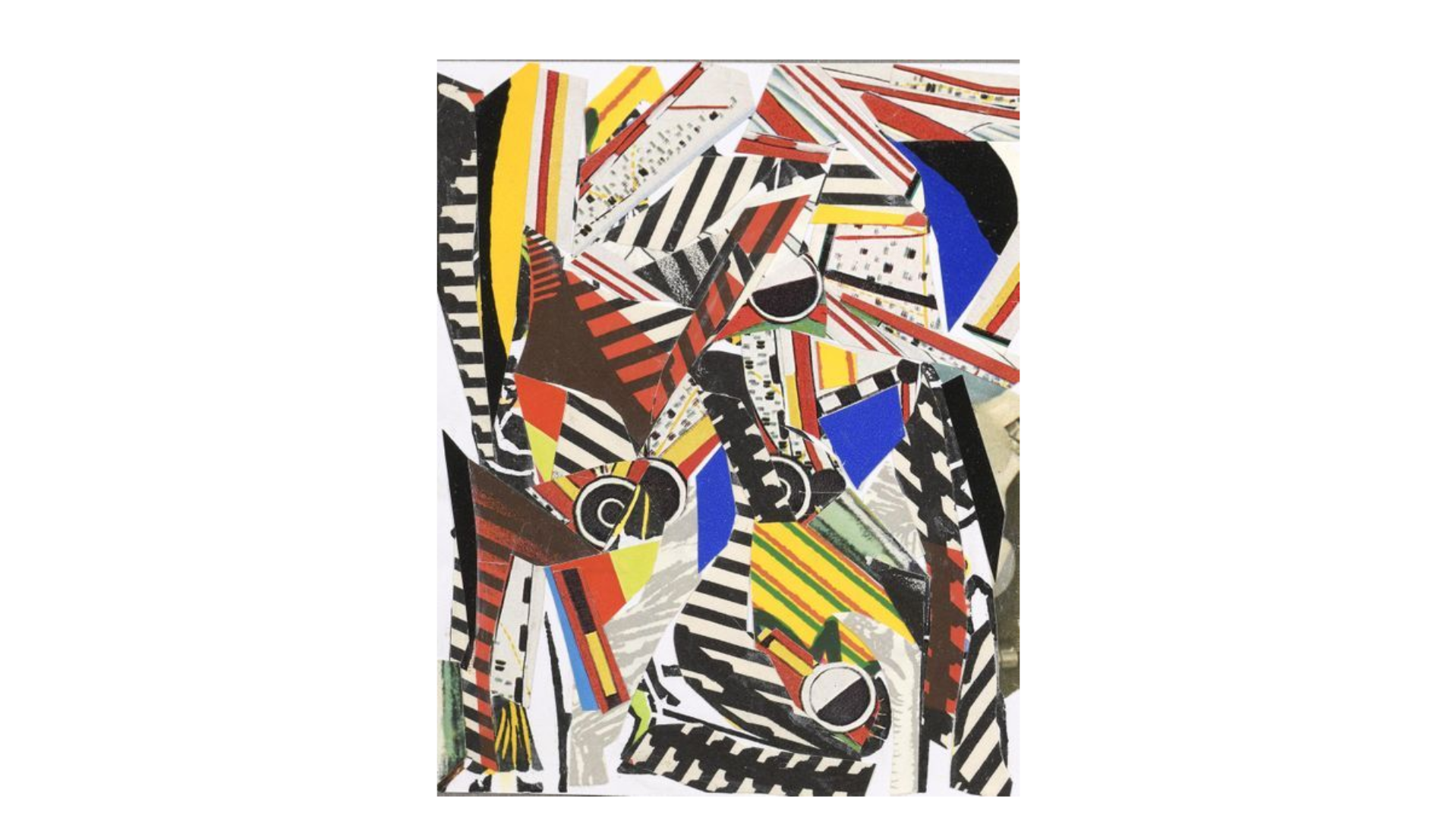
Alix Rist - Minicomposition, collage sur carton, collection particulière (vers 1978)

- Alix Rist - Minicomposition, collage sur carton, collection particulière (vers 1978)1955 : galerie Le Nombre d’or, Alger.
- 1967 : galerie Zunini, Paris.
- 1968 : Instituto Europeo di Storia d’Arte, Milan.
- 1969 : galerie Philadelphie, Paris.
- 1972 : galerie Barbizon, Paris.
- 1978 : galerie Craven, Paris.
- 1988 : Alix Rist, papiers collés, rétrospective, Musée d’Art moderne de la Ville de Paris.

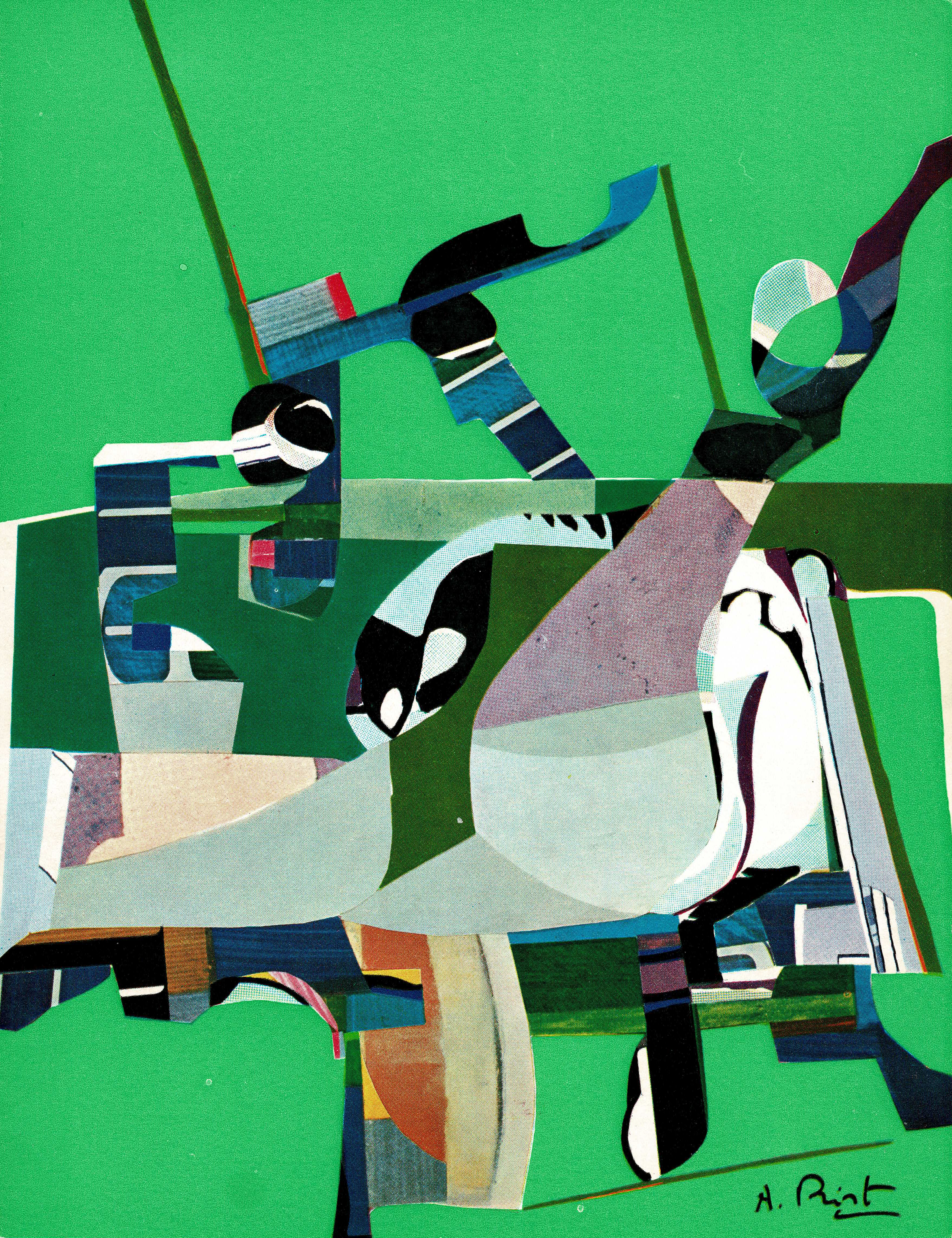
Alix Rist - Carton d'exposition Galerie Philadelphie, 1969
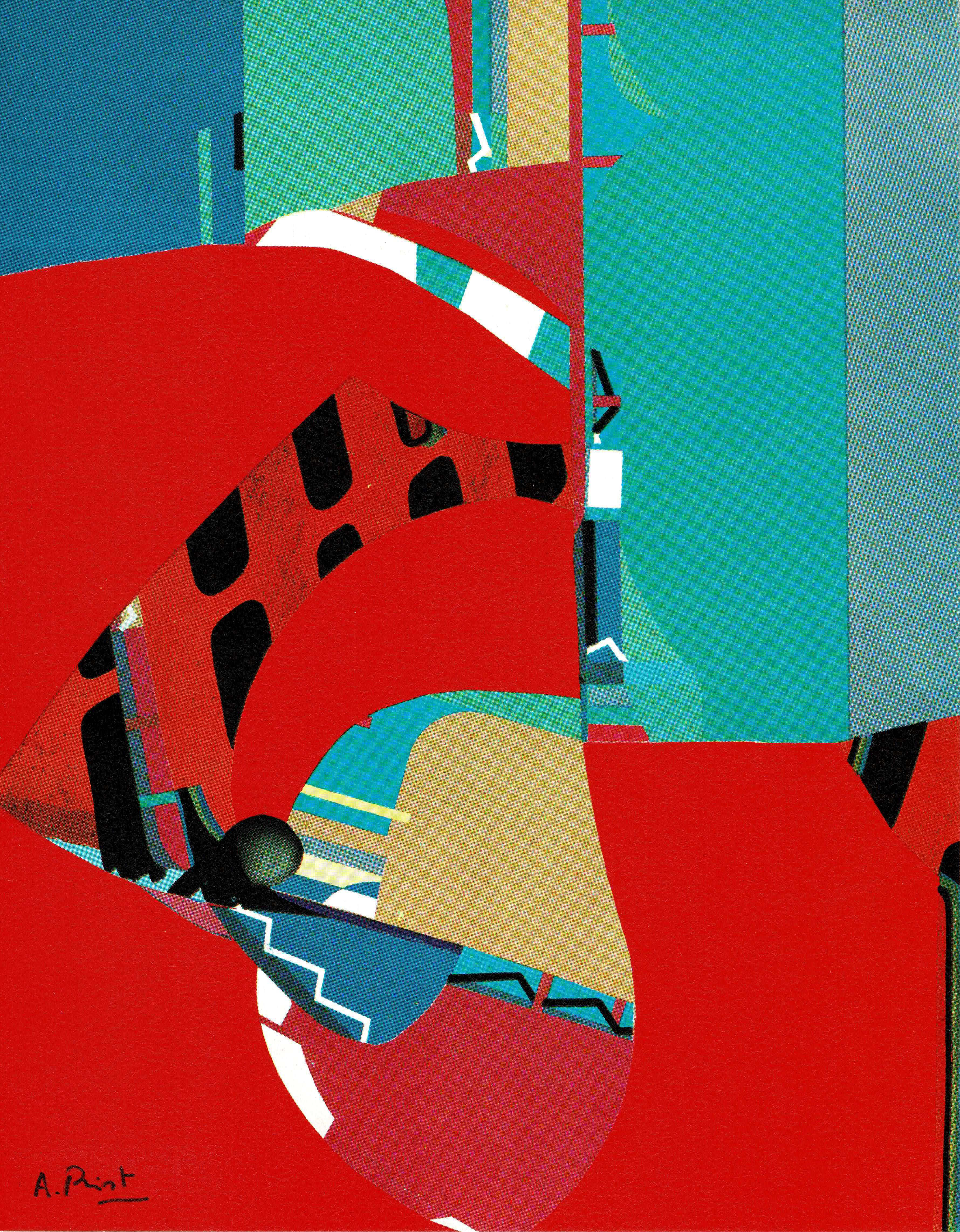
Alix Rist - Allegro - Carton d'exposition Galerie Barbizon, 1972
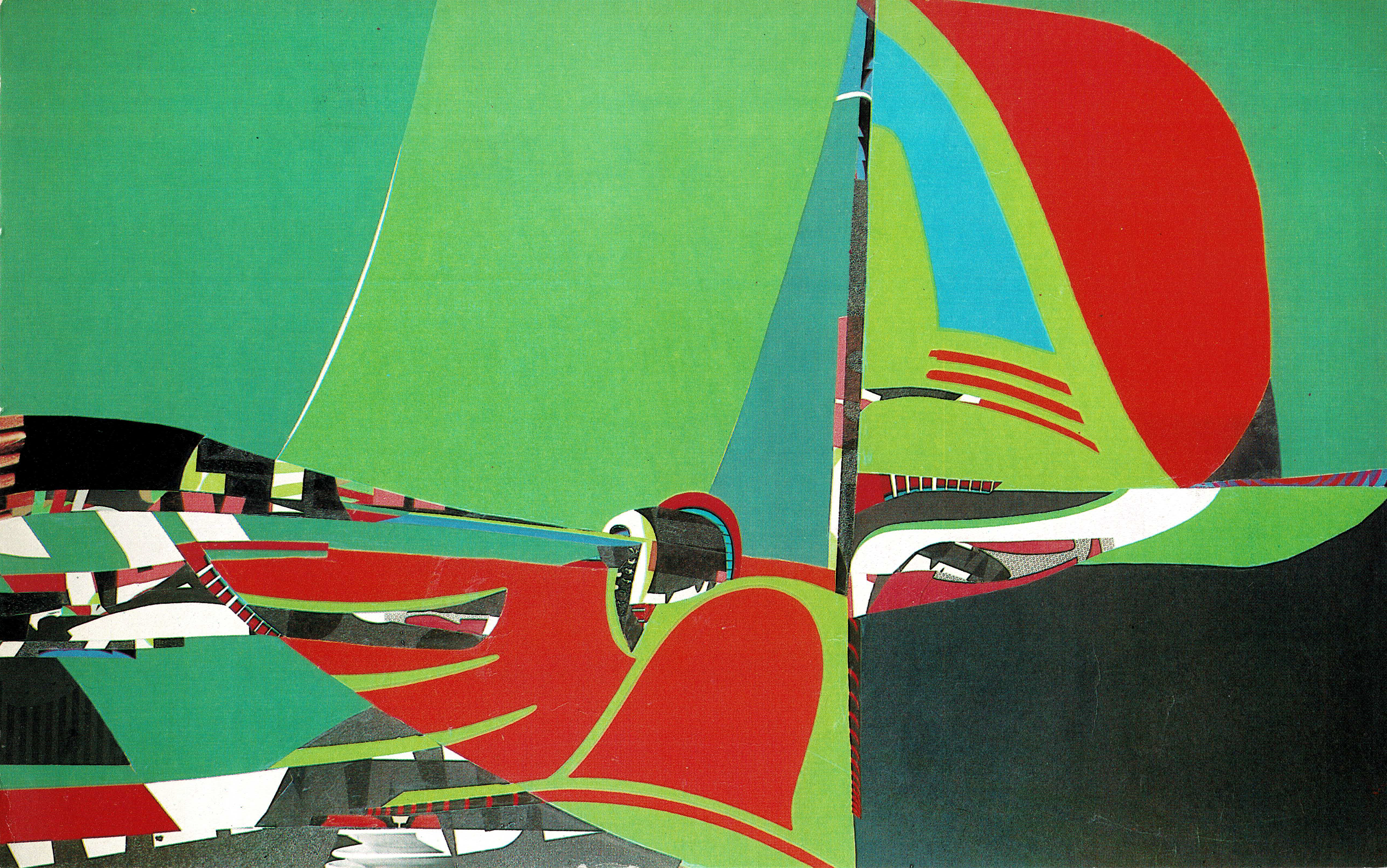
Alix Rist - Sans titre - Carton d'exposition Galerie Craven,1978
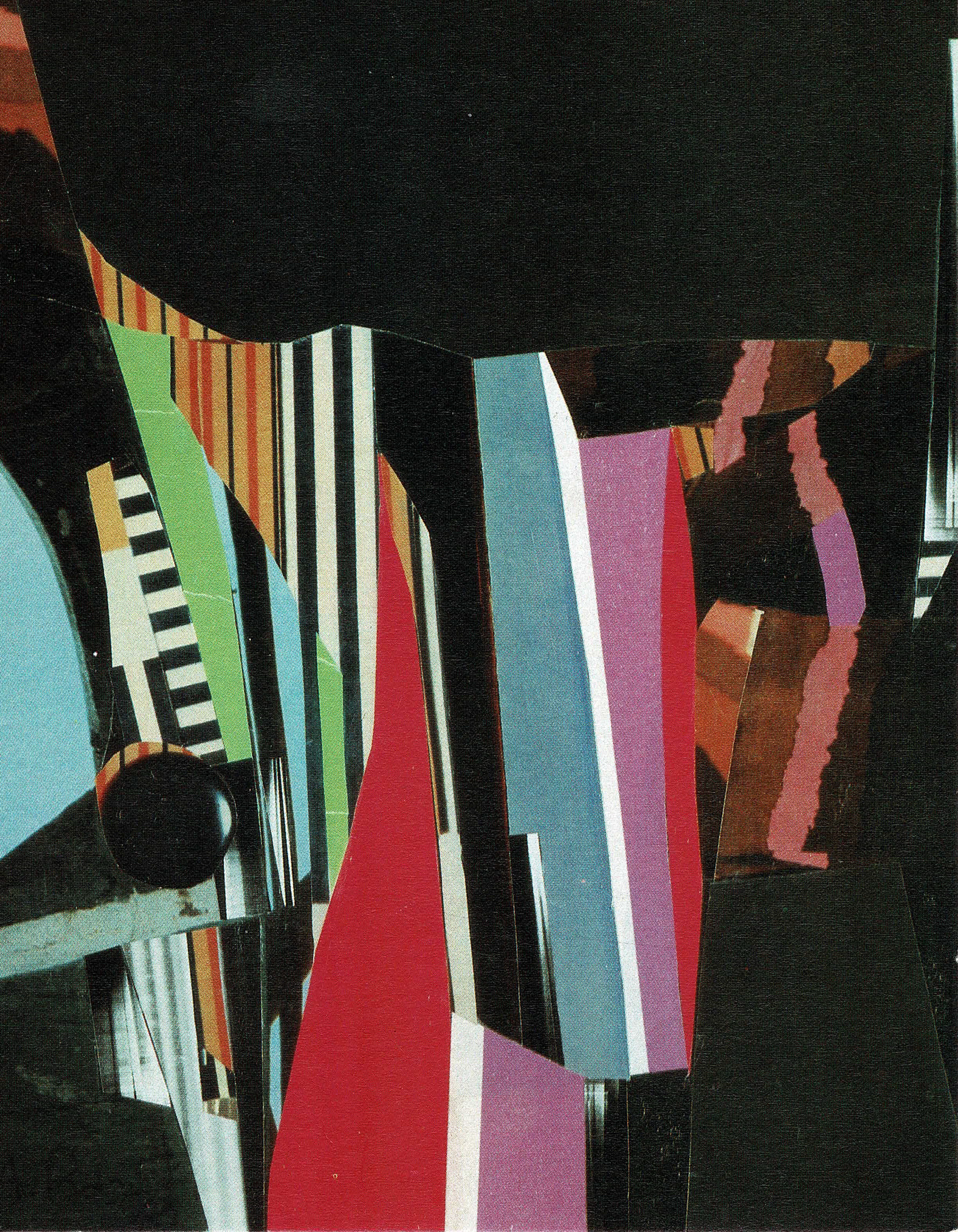
Alix Rist - Sonatine (1969) - Carton d'exposition Musée d'Art Moderne de la Ville de Paris, 1988

## Acquisitions publiques
- 1968 : Achat d’un collage par la Ville de Paris  •
- 1971 : Deuxième achat par la Ville de Paris  •
- 2023 : Musée d’Art moderne de Paris (2 collages)[9],[10]
- 2023 : Musée d’Art moderne de Strasbourg (1 collage)[11]